# Jewish Holocaust Museum and Research Centre

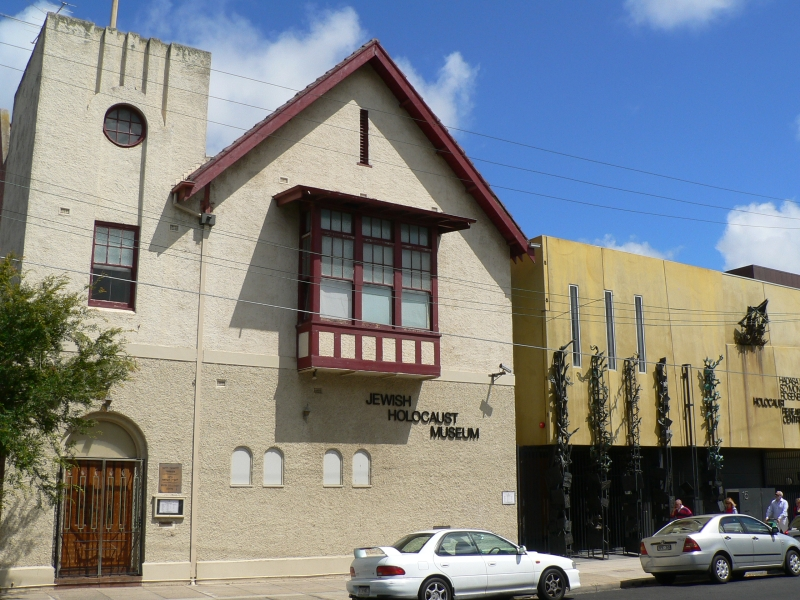
Edificio del museo en Melbourne, Australia.

El Jewish Holocaust Museum and Research Centre (JHC) fue fundado en 1984 de los sobrevivientes del holocausto en Melbourne. La misión de esta institución es recordar a los seis millones de judíos asesinados entre 1933 y 1945 por los nacionalsocialistas. 
El centro fue fundado sin nombrable apoyo del estado australiano o de otros auspiciantes, por eso su supervivencia es financiada por los sobrevivientes del holocausto, sus familias y otros voluntarios. Gracias al apoyo de estas personas el JHC se ha convertido en el centro de investigación más importante en este ámbito de Australia.
La meta de este museo es la lucha contra el racismo y el fomento de la tolerancia social en la sociedad. Uno de los trabajos más importantes que el centro hace, es fomentar el conocimiento sobre el holocausto, en especial a las nuevas Generaciones. Alrededor de 16 000 rstudiantes visitan este museo al año.
El museo ofrece aparte de conducción con los estudiantes, que llevan sobrevivientes del holocausto a cabo, también programas para la educación de adultos, formación para profesores y ponencias públicas. En corporación con otras instituciones que se ocupan del mismo tema, el museo juega un papel importante con la manutención de sobrevivientes del holocausto.
Desde 2008, los voluntarios austriacos han podido trabajar 10 a 12 meses en el centro dentro el Servicio Austriaco en el Extranjero, una alternatíva al servicio militar o al servicio civil en Austria. El trabajo de los Austriacos incluye, entre otras cosas, la traducción de documentos y la preparación de exposiciones.